# Andreas Michelsen
Andreas Ludvig Jakob Michelsen (31. maj 1801 – 11. februar 1881) var en slesvigsk historiker og politiker.

## Uddannelse og videnskabelig karriere
Michelsen blev født i Sottrup i Sundeved og søn af derværende andenpræst Frants Michelsen fra Flensborg og Johanne Henriette født von Born fra Aabenraa. Efter at have været sognepræst i Ødis ved Haderslev i et års tid døde faderen 1806, og moderen flyttede nu til Aabenraa, hvor sønnen opvoksede i tarvelige kår, indtil han 1816 ved grev Konrad von Blücher-Altonas hjælp kom til gymnasiet i Altona og optoges i hans hus. Han studerede derefter jura i Kiel og Göttingen og tog 1823 eksamen ved overretten på Gottorp. Fra forskellige sider opfordret til at gå den videnskabelige vej for en gang at blive professor i Kiel søgte og fik han herefter en understøttelse af 800 rigsdaler årlig i 2 år til at fortsætte sine studeringer i udlandet. Han gik først til Berlin, hvor han tog den juridiske doktorgrad, derpå til Heidelberg og endelig til Paris for at sætte sig ind i fransk rettergang. 
Ved nytår 1826 kom han til København, dels for at studere dansk og overhovedet nordisk ret til hjælp ved fortolkningen særlig af Hertugdømmernes retsforfatning, dels for at samle stof til disses historie i de herværende arkiver og biblioteker. Han fik til den ende sit dtipendium forlænget på et år. I København fandt Michelsen, som fra barndommen dansktalende nordslesviger, sig snart til rette; han kom i nøje forbindelse med danske videnskabsmænd, frem for alle med Christian Molbech, og optoges i Det kongelige danske Selskab for Fædrelandets Historie, det islandske Litteraturselskab og Det Kongelige Norske Videnskabers Selskab. Molbech affattede og udgav en ret udførlig historisk-topografisk rejsebeskrivelse fra Jylland i sommeren 1829 i form af et brev til Michelsen og udtaler ved denne lejlighed: "Jeg tror, uagtet vort Samliv hverken er meget hyppigt eller mange Aar gammelt, at De kjender mig bedre og nøjere end mange andre, med hvem Selskabslivets Forhold i en meget længere Tid har sat mig i nærmere Berøring". 
Efterhånden samlede Michelsens interesser sig mere og mere om de rent historiske forhold; han anlagde betydelige samlinger af afskrifter til Hertugdømmernes historie og offentliggjorde alt nu værdifulde afhandlinger, især til oplysning af strandfrisernes og Ditmarskernes ældre samfundsforhold. 1829 blev Michelsen Friedrich Christoph Dahlmanns efterfølger som professor i historie ved Universitetet i Kiel, og han udfoldede fra nu af en særdeles rig virksomhed til oplysning af Hertugdømmernes historie, særlig ved udgivelsen af aktstykker fra Middelalderen. 
1833 gav han stødet til dannelsen af en historisk forening, og han blev dens første sekretær og udgiver af dens tidsskrift, indtil han 1842 udnævntes til professor i stats- og folkeret i Jena. Her steg han i årenes løb til gehejmejustitsråd og medlem af overappellationsretten og udfoldede en rig forfattervirksomhed i tysk historie og lovkyndighed. 1862 blev han bestyrer ("erster Vorstand") af det germaniske museum i Nürnberg, men vendte året efter tilbage til sit snævrere fædreland for ikke mere at forlade det.

## Politisk virksomhed
Allerede tidlig havde Michelsen med stor energi sluttet sig til de politiske bevægelser her hjemme. Man mindedes i hovedstaden hans ivrige konstitutionelle debatter i Læseselskabet "Athenæum" og den kraft, hvormed han over for indvendingerne med hensyn til kongens stilling under en fri forfatning forsikrede, at "Kongen skal sove". I 1830 var han i følge med Uwe Lornsen, da denne tog her fra til Kiel for at rejse forfatningsspørgsmålet, og i den følgende tid optrådte Michelsen som talsmand for de uadelige stænders, særlig bondestandens, historiske ret til deltagelse i det offentlige liv. Det blev dog især arvefølgen i Hertugdømmerne, som nogle år senere sysselsatte ham og uafbrudt optog hans interesser, selv efter at han havde forladt Kiel. Han blev Augustenborgernes statsretlige sagfører, ufortrøden i at kæmpe for deres ret til begge hertugdømmer, men på grundlag af retstilstande og forhold, som for længst havde måttet vige for politiske afgørelser og hensyn, der syntes at ligge uden for hans synskreds. 
I 1848 stillede han sig til oprørsregeringens rådighed og blev brugt til en sendelse til Berlin; noget senere valgtes han til repræsentant for 1. slesvigske valgkreds i Frankfurt, indtil han i maj 1849, skuffet, vendte hele denne bevægelse ryggen. Da han efter overfaldet på Danmark 1864 genoptog sin virksomhed for augustenborgerne, måtte han opleve det store skibbrud, som deres forhåbninger led over for den preussiske politik. Michelsen trak sig nu, dybt skuffet og såret, tilbage fra al offentlig og embedsvirksomhed, bosatte sig i byen Slesvig og syslede med de nærmest liggende historiske emner. Således bearbejdede og udgav han Hans Nicolaj Andreas Jensens sønderjyske kirkehistorie og fremsatte den opsigtvækkende påstand, at Tacitus’ Nerthusø ("Herthadal") var at søge på Als. Det opfattedes som et udtryk for hans harme og skuffelse ved hjemlandets skæbne og en genvågnende følelse for de nordiske tilknytninger i hans barndom og ungdom, da han i årene efter 1864 gav sin store juridiske bogsamling til det kongelige Bibliotek i Stockholm – Danmark havde han jo uigenkaldelig brudt med. Senere testamenterede han dog sine historiske samlinger til universitetet i Kiel. 
Gift med Ernestine Sophie Frederikke født komtesse Brockdorff (død 1872), datter af den bekendte kansler i Glückstadt greve Cai Brockdorff.